# Deen

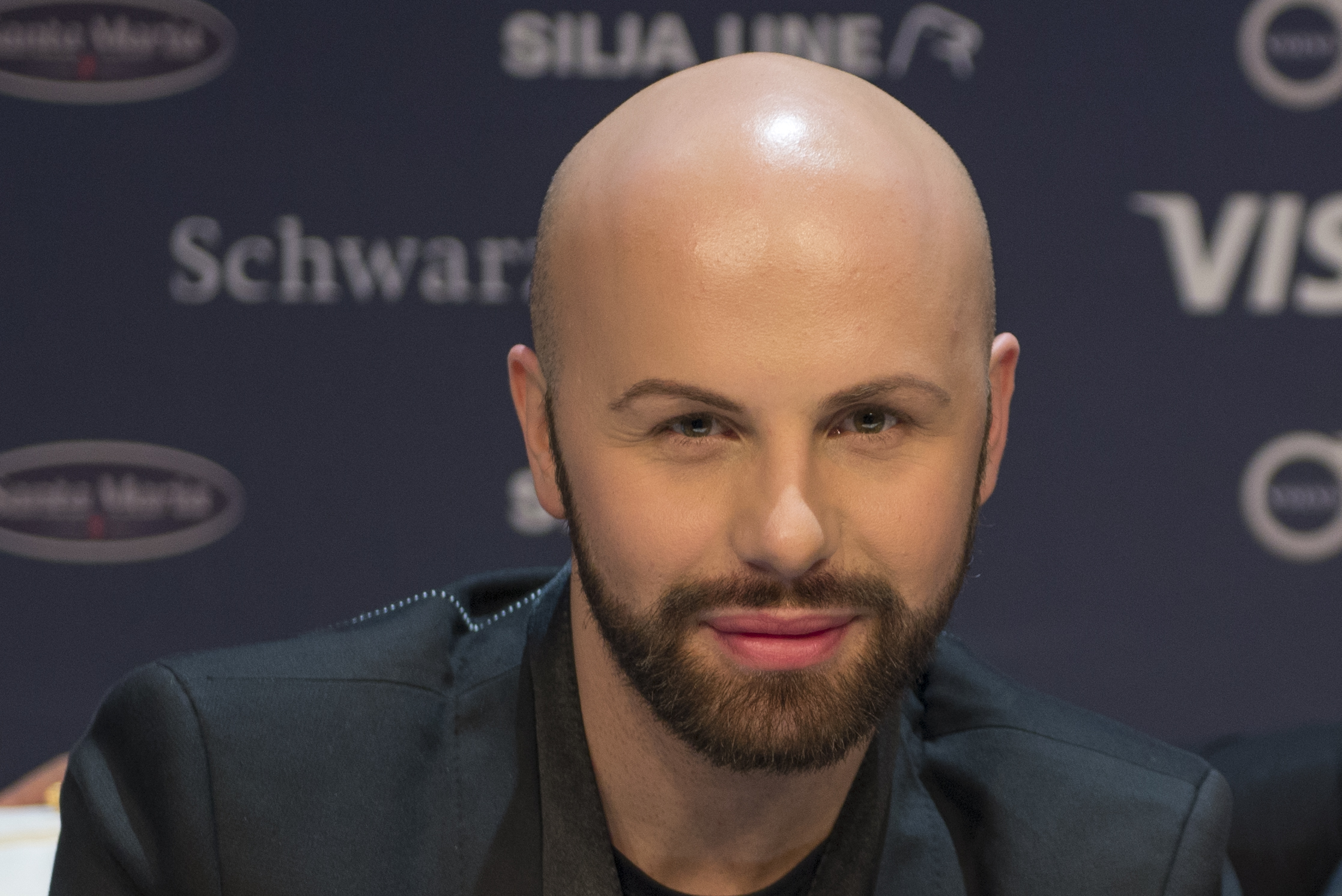
Deen under Eurovision Song Contest 2016 i Stockholm.

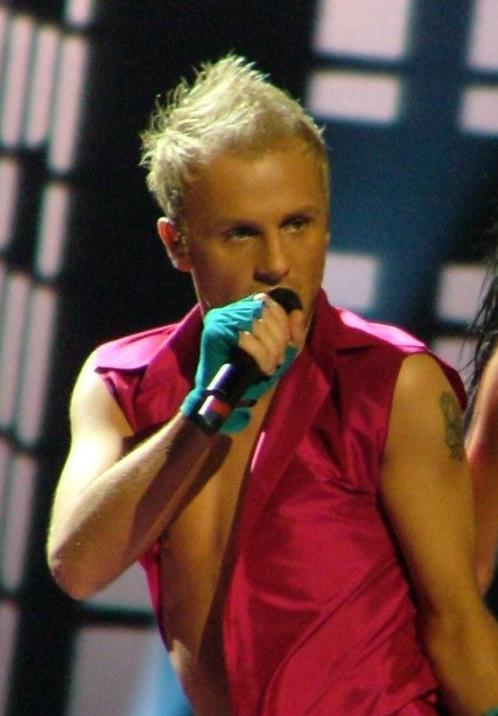
Deen under Eurovision Song Contest 2004 i Istanbul.

Deen, egentligen Fuad Backović, är en bosnisk sångare som föddes den 14 april 1982 i Sarajevo i Bosnien och Hercegovina (dåvarande Jugoslavien).
Deen har varit en av frontfigurerna i bandet Seven Up, men lämnade bandet för en solokarriär.

## Eurovision Song Contest

### 2004
Deen medverkade i Eurovision Song Contest 2004 i Istanbul för Bosnien och Hercegovina med låten In the Disco, med vilken han tog sig genom semifinalen och kom på nionde plats i finalen.

### 2005
Tillsammans med Maja Tatić och Seid Memić Vajta var han värd för den bosniska uttagningen till Eurovision Song Contest 2005.

### 2016
Den 25 november 2015 meddelades det att BHRT valt ut Deen till att representera Bosnien-Hercegovina i Eurovision Song Contest 2016 i Stockholm tillsammans med musikerna Dalal, Ana Rucner och Jasmin Fazlić. Kvartettens låt "Ljubav je" presenterades den 19 februari 2016.
De framförde bidraget i den första semifinalen i Globen den 10 maj 2016, men det gick inte vidare till final.

## Diskografi

### Album
- 1998 - Otvori oči (med Seven Up)
- 2000 - Seven (med Seven Up)
- 2002 - Ja sam vjetar zaljubljeni
- 2004 - In the Disco
- 2005 - Anđeo sa greškom